# Błażej Czepiec
Błażej Antoni Czepiec (ur. 1857 w Bronowicach Małych, zm. 15 listopada 1934 tamże) – bronowicki pisarz gminny, pierwowzór postaci Czepca w Weselu Wyspiańskiego,

## Życiorys
Urodził się około 1857 w Bronowicach. Miał czterech braci. Posiadał gospodarstwo o powierzchni sześciu mórg. Interesował się polityką, czytywał IKC oraz był działaczem Polskiego Stronnictwa Ludowego.
20 listopada 1900 uczestniczył w ślubie Lucjana Rydla z Jadwigą Mikołajczykówną jako wuj panny młodej oraz starosta weselny. Był drugim (obok Stanisława Wyspiańskiego) świadkiem. W Weselu Wyspiański błędnie przypisał mu rolę wójta – w rzeczywistości był nim Maciej Czepiec, jego brat.
Już na kilka lat przed śmiercią niedomagał. Zmarł 15 listopada 1934 podczas snu. Jego pogrzeb odbył się 17 listopada 1934, gromadząc przedstawicieli wszystkich klas społecznych.

## Życie prywatne
2 czerwca 1879 poślubił Helenę Mariannę Warchoł (1864 – 1896) w parafii Mariackiej w Krakowie. Rok po jej śmierci, w 1897 zawarł ślub z Wiktorią Ryszką (1877 – 1943), która stanowiła pierwowzór Czepcowej; doczekali się szóstki dzieci, z czego dwie córki dożyły dorosłości.